# Крутояровка (Черниговская область)
Крутояровка (укр. Крутоярівка) — село в Прилукском районе Черниговской области Украины. Население — 238 человек. Занимает площадь 1,883 км².
Код КОАТУУ: 7424184501. Почтовый индекс: 17594. Телефонный код: +380 4637.

## География
Расстояние до районного центра:Прилуки : (30 км.), до областного центра:Чернигов ( 134 км. ), до столицы:Киев ( 113 км. ), до аэропортов:Борисполь (85 км.).  Ближайшие населенные пункты: Гречаная Гребля (Згуровский) 2 км, Лукомщина (Яготинский) 3 км, Жовтневое и Ганзеровка 5 км.

## Власть
Орган местного самоуправления — Крутояровский сельский совет. Почтовый адрес: 17594, Черниговская обл., Прилукский р-н, с. Крутояровка, ул. Пирятинская, 17.